# Karin Hess
Karin Hess (1983) è un'ex sciatrice alpina svizzera.

## Biografia
Attiva in gare FIS dal dicembre del 1998, in Coppa Europa la Hess esordì il 6 marzo 2001 a Lenzerheide in discesa libera (53ª), ottenne l'unico podio il 27 gennaio 2006 a Megève nella medesima specialità (2ª) e prese per l'ultima volta il via il 18 marzo successivo ad Altenmarkt-Zauchensee in supergigante (45ª). Si ritirò al termine di quella stessa stagione 2005-2006 e la sua ultima gara in carriera fu uno slalom gigante FIS disputato il 7 aprile ad Arosa, chiuso dalla Hess al 15º posto; in carriera non debuttò in Coppa del Mondo né prese parte a rassegne olimpiche o iridate.

## Palmarès

### Coppa Europa
- Miglior piazzamento in classifica generale: 30ª nel 2006
- 1 podio:
  - 1 secondo posto

#### Coppa Europa - gare a squadre
- 1 podio:
  - 1 terzo posto